# Bever (België)
Bever (Frans: Biévène) is een plaats en gemeente in het Pajottenland in de Belgische provincie Vlaams-Brabant. De officiële taal is er het Nederlands. Daarnaast kent het ook taalfaciliteiten voor haar Franstalige minderheid. De gemeente telt ruim 2200 inwoners.

## Toponymie
Volgens de etymologen heeft de naam van de gemeente Bever waarschijnlijk een Keltische oorsprong (beven = grens; beber = knaagdier bever).

### Straatnamen
Bever is de enige gemeente in België die de straten niet individueel een naam geeft maar consequent met wijknamen werkt. Hierbij hebben alle straten in een wijk dus dezelfde naam (de wijknaam in kwestie). Dit levert evenwel soms problemen op voor postbezorging en gps-systemen.

## Geschiedenis
De naam van de gemeente komt voor het eerst voor in 946, in een akte van de abdij van Gembloers. In de karolingische tijd lag het grondgebied van Bever in de Brabantgouw die in het zuiden tot aan de Hene reikte. De graven van de Henegouw, ten zuiden van de Hene, veroverden in de elfde eeuw een deel van de gouw Brabant. Daardoor lag Bever tot het einde van de achttiende eeuw in het graafschap Henegouwen.
Gedurende het feodaal tijdperk was de gemeente verdeeld over twee grote heerlijkheden. Het leen van Rubempré-Renesse werd in 1621 aangekocht door Philippe de Massiet. De heerlijkheid Bever, met een kasteel op de plaats Burght, kwam in 1516 in handen van het huis Croÿ. Het kasteel is thans verdwenen, maar het gemeentewapen herinnert nog aan de Croÿs.
In 1594 en 1595 werden twee vrouwen tijdens de heksenvervolging veroordeeld voor toverij en verbrand.
In de Franse tijd maakte Bever deel uit van het departement Jemappes, nadien van de provincie Henegouwen.Ten gevolge van het trekken van de taalgrens werd Bever in 1963 met een belangrijk deel van Akrenbos overgeheveld van de provincie Henegouwen naar de provincie Brabant; de gehuchten Warissaet en Groenstraat werden overgeheveld naar Opzullik.
Sinds 1995 maakt Bever deel uit van de nieuwe provincie Vlaams-Brabant.

## Geografie

### Kernen
Met 1978 ha is de gemeente met haar massieve vorm de meest uitgebreide van de streek. Buiten de hoofdkern van het centrum vormen Akrenbos, Burght, Broeck en Romont de voornaamste gehuchten.

### Topografie

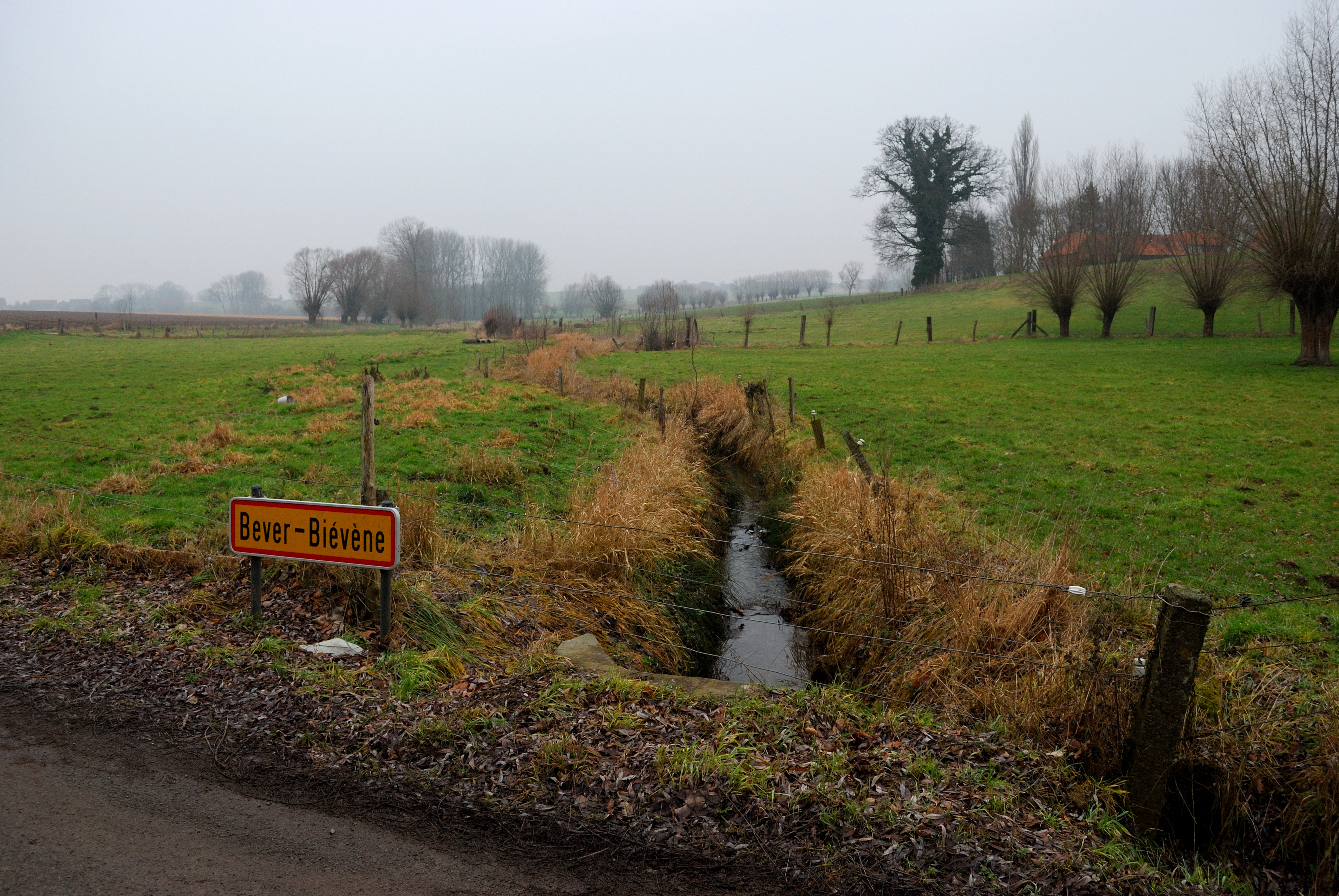
De Eisbroekbeek op de grens met Sint-Pieters-Kapelle

Het reliëf bestaat uit een licht zuid-noord hellend vlak, met een gemiddelde helling kleiner dan 1%, waarvan de hoogtelijnen schommelen tussen 30 en 75 m. De twee hoogste punten treft men aan op Commijn (73,75 m) en Romont (71,25 m).

### Hydrografie
Dit hellend plateau wordt door 3 evenwijdige beken gedraineerd die zich aansluiten bij de  Mark (bijrivier van de Dender) en de oppervlakte in brede valleien doorsnijden: de Arenbergbeek ten westen, de Carmoybeek in het centrum en de Pontembeek (Plasbeek-Eisbroekbeek) in het oosten. Een klein gedeelte (minder dan 10%) van de gemeente ten zuiden van de waterscheidingskam van Romont maakt deel uit van het stroomgebied van de Rembecq die zich verder bij de Sylle aansluit en zo de Dender bereikt.

### Klimaat
Door zijn ligging in het centrum van het land, heeft het dorp de eigenschappen van een gematigd zeeklimaat met kleine temperatuurschommelingen (3 °C in januari en 17 °C in juli) en een hoge vochtigheidsgraad (gemiddeld 180 dagen neerslag met een hoogte van 750 mm).

### Stratigrafie
De brede valleien zijn gekenmerkt door donkere alluviale kleigronden, met een moeraskarakter. In deze gebieden neemt men dan ook logischerwijs vooral weiden en een gesloten landschap waar. Elders op het plateau bestaat de bodem uit fijne materialen (zand en leem) die in deze streek werden afgezet door de noordenwinden tijdens het Pleistoceen.

### Bodemgebruik
Deze vruchtbare, minder vochtige gronden, worden gebruikt voor verscheidene teelten (koren, veevoeder en industriële gewassen) en geven een open akkerlandschap. Onder de bodem vindt men eerst een 35 m dikke ondergrondse laag gevormd door zand en klei (tertiair tijdperk) die de harde silure leisteen uit het primaire tijdperk bedekt. Pal op de taalgrens ligt het bosreservaat Akrenbos.

### Urbanisatie
De structuur van de huisvesting toont weinig ordening en lijkt op een mengsel van geconcentreerde en verspreide bewoning. Men telt verschillende gehuchten met telkens een kern waaromheen boerderijen en residentiële woningen in losse orde verschijnen.

### Aangrenzende gemeenten
Gelegen in de zuidwesthoek van Vlaams-Brabant (Pajottenland) deelt het dorp grenzen met 6 andere deelgemeenten die aan drie provincies toebehoren:  Viane (Oost-Vlaanderen), Zullik, Lessenbos, Twee-Akren (Henegouwen), Tollembeek en Sint-Pieters-Kapelle (Vlaams-Brabant).

## Bezienswaardigheden
Zie: Lijst van onroerend erfgoed in Bever
- De Onze-Lieve-Vrouwekapel
- De Grote kamerkapel
- De Sint-Martinuskapel
- De Sint-Gereonkerk in de plaats Akrenbos
- De Sint-Martinuskerk
- De Brouwerij en stokerij Rigaux
- De Hoeve Weverbergh
- De Molen Denutte of Bosmolen, een windmolenrestant
- De Villa Rigaux

## Demografie
Bij de eerste officiële volkstelling in 1846 telde Bever meer dan 3000 inwoners. Later, ten gevolge van de uittocht naar de grote stedelijke en industriële centra, daalde de bevolking tot 1627 inwoners in 1961. Door de grenswijziging van de gemeente in 1963 is het aantal inwoners gestegen tot 1828 eenheden. Thans blijft het inwonertal zich rondom de 1900-2000 personen handhaven.

### Samenstelling
Men moet opmerken dat de bevolking een groot deel oudere mensen telt. Het geboortecijfer ligt daardoor lager dan het sterftecijfer, zodanig dat het relatieve evenwicht van de bevolking alleen gebonden is aan de migratiestromen; het aantal inwijkelingen ligt nu opmerkelijk hoger dan het aantal uitwijkelingen. De huidige actieve bevolking bestaat vooral uit pendelaars die tewerkgesteld zijn in industriële en tertiaire ondernemingen van de regionale centra, vooral Brussel. Het aantal landbouwers die vroeger de voornaamste beroepscategorie vormden, is aanzienlijk gedaald met als gevolg een duidelijke uitbreiding van de bedrijfsgrootte. In 1961 gaf de landbouw nog werk aan 256 mensen (42 % van de actieven). Volgens de jongste statistieken (1991) zijn er in Bever maar 77 bedrijven meer die 135 mensen tewerkstellen, waarvan dan nog een relatief groot gedeelte de landbouw met een andere activiteit combineert.

### Demografische ontwikkeling
- Bronnen:NIS, Opm:1831 tot en met 1981=volkstellingen; 1990 en later= inwonertal op 1 januari

| Inwoners van jaar tot jaar op 1 januari 1992 tot heden | Inwoners van jaar tot jaar op 1 januari 1992 tot heden | Inwoners van jaar tot jaar op 1 januari 1992 tot heden |
| jaar                                                   | Aantal                                                 | Evolutie: 1992=index 100                               |
| ------------------------------------------------------ | ------------------------------------------------------ | ------------------------------------------------------ |
| 1992                                                   | 1.827                                                  | 100,0                                                  |
| 1993                                                   | 1.840                                                  | 100,7                                                  |
| 1994                                                   | 1.890                                                  | 103,4                                                  |
| 1995                                                   | 1.903                                                  | 104,2                                                  |
| 1996                                                   | 1.893                                                  | 103,6                                                  |
| 1997                                                   | 1.912                                                  | 104,7                                                  |
| 1998                                                   | 1.883                                                  | 103,1                                                  |
| 1999                                                   | 1.906                                                  | 104,3                                                  |
| 2000                                                   | 1.980                                                  | 108,4                                                  |
| 2001                                                   | 1.982                                                  | 108,5                                                  |
| 2002                                                   | 1.962                                                  | 107,4                                                  |
| 2003                                                   | 1.952                                                  | 106,8                                                  |
| 2004                                                   | 1.949                                                  | 106,7                                                  |
| 2005                                                   | 2.014                                                  | 110,2                                                  |
| 2006                                                   | 2.023                                                  | 110,7                                                  |
| 2007                                                   | 2.048                                                  | 112,1                                                  |
| 2008                                                   | 2.094                                                  | 114,6                                                  |
| 2009                                                   | 2.094                                                  | 114,6                                                  |
| 2010                                                   | 2.133                                                  | 116,7                                                  |
| 2011                                                   | 2.155                                                  | 118,0                                                  |
| 2012                                                   | 2.171                                                  | 118,8                                                  |
| 2013                                                   | 2.174                                                  | 119,0                                                  |
| 2014                                                   | 2.171                                                  | 118,8                                                  |
| 2015                                                   | 2.185                                                  | 119,6                                                  |
| 2016                                                   | 2.151                                                  | 117,7                                                  |
| 2017                                                   | 2.160                                                  | 118,2                                                  |
| 2018                                                   | 2.204                                                  | 120,6                                                  |
| 2019                                                   | 2.159                                                  | 118,2                                                  |
| 2020                                                   | 2.178                                                  | 119,2                                                  |
| 2021                                                   | 2.201                                                  | 120,5                                                  |
| 2022                                                   | 2.265                                                  | 124,0                                                  |
| 2023                                                   | 2.265                                                  | 124,0                                                  |
| 2024                                                   | 2.276                                                  | 124,6                                                  |
| 2025                                                   | 2.266                                                  | 124,0                                                  |

## Politiek

#### 2019-2024
Burgemeester is Kristof Cattie van "Thuis in Bever". Deze partij had begin 2019 de meerderheid met 6 op 11 zetels. De oppositiepartij "Open Voor De Mens" telde begin 2019 een minderheid met 5 op 11 zetels. In 2020 besloot Rudi Geuens uit de oppositie zijn partij te verlaten en als onafhankelijke te zetelen. Later begin 2022 besloot ook Françoise Herman uit de meerderheid haar partij te verlaten en als onafhankelijke te zetelen. Sinds 2024 is ook Yvo Reygaerts onafhankelijke. Sindsdien telt de gemeenteraad van Bever 5 zetels voor "Thuis in  Bever", 3 zetels voor "Open Voor De Mens" en 3 onafhankelijken. Omdat er geen meerderheid kon gevormd worden wordt het bestuur nu gevormd door een minderheid van 5 zetels op 11 zetels.

#### 2024-2030
Burgemeester is Kristof Cattie van "Thuis in Bever", dat een absolute meerderheid van 9 op 11 zetels had behaald. De oppositie bestond uit de nieuwe partij "Transparant Bever" en Helderblauw, een afsplitsing van "Open Voor De Mens", die elk een zetel hadden behaald. 

### Resultaten gemeenteraadsverkiezingen sinds 1976
| Partij               | Partij                                                | 10-10-1976 | 10-10-1976 | 10-10-1982 | 10-10-1982 | 9-10-1988 | 9-10-1988 | 9-10-1994 | 9-10-1994 | 8-10-2000 | 8-10-2000 | 8-10-2006 | 8-10-2006 | 14-10-2012 | 14-10-2012 | 14-10-2018 | 14-10-2018 | 13-10-2024 | 13-10-2024 |
| Stemmen / Zetels     | Stemmen / Zetels                                      | %          | 9          | %          | 9          | %         | 9         | %         | 9         | %         | 9         | %         | 11        | %          | 11         | %          | 11         | %          | 11         |
| -------------------- | ----------------------------------------------------- | ---------- | ---------- | ---------- | ---------- | --------- | --------- | --------- | --------- | --------- | --------- | --------- | --------- | ---------- | ---------- | ---------- | ---------- | ---------- | ---------- |
|                      | CVP1/ CD&V2/ Thuis in Bever3                          | 72,611     | 7          | 68,591     | 7          | 73,921    | 8         | 68,051    | 7         | 69,741    | 7         | 64,732    | 9         | 55,482     | 6          | 50,73      | 6          | 68,53      | 9          |
|                      | Dicht Bij De Mens1/ Open Voor De MensB                | -          |            | -          |            | -         |           | -         |           | -         |           | 16,91     | 1         | 44,52B     | 5          | 43,8B      | 5          | -          |            |
|                      | PVV-SPA/ PVV1/ VLD2/ Open Voor De MensB/ Helderblauw3 | 27,39A     | 2          | 27,311     | 2          | 22,081    | 1         | 24,832    | 2         | 30,262    | 2         | 18,372    | 1         | 44,52B     | 5          | 43,8B      | 5          | 13,13      | 1          |
|                      | Transparant Bever                                     | -          |            | -          |            | -         |           | -         |           | -         |           | -         |           | -          |            | -          |            | 14,3       | 1          |
|                      | Bever 2.0.                                            | -          |            | -          |            | -         |           | -         |           | -         |           | -         |           | -          |            | -          |            | 4,0        | 0          |
|                      | N-VA                                                  | -          |            | -          |            | -         |           | -         |           | -         |           | -         |           | -          |            | 5,5        | 0          | -          |            |
|                      | Agalev                                                | -          |            | 4,1        | 0          | 4         | 0         | 7,12      | 0         | -         |           | -         |           | -          |            | -          |            | -          |            |
| Totaal stemmen       | Totaal stemmen                                        | 1251       | 1251       | 1290       | 1290       | 1326      | 1326      | 1395      | 1395      | 1471      | 1471      | 1500      | 1500      | 1564       | 1564       | 1561       | 1561       | 1379       | 1379       |
| Opkomst %            | Opkomst %                                             |            |            |            |            | 96,37     | 96,37     | 96,67     | 96,67     | 96,02     | 96,02     | 97,02     | 97,02     | 95,19      | 95,19      | 96,1       | 96,1       | 79,3       | 79,3       |
| Blanco en ongeldig % | Blanco en ongeldig %                                  | 1,36       | 1,36       | 1,78       | 1,78       | 1,96      | 1,96      | 3,3       | 3,3       | 4,08      | 4,08      | 4,53      | 4,53      | 3,77       | 3,77       | 3,5        | 3,5        | 1,5        | 1,5        |

De rode cijfers of letters naast de gegevens duiden aan onder welke naam de partijen telkens bij een verkiezing opkwamen.

De zetels van de gevormde meerderheid staan vetjes afgedrukt. De grootste partij is in kleur.

## Sport
De plaatselijke voetbalclub Excelsior Bever speelt in de 2de provinciale reeks van de provincie Henegouwen.
In januari 2019 werd de Gezinssport Bever opgericht om recreatief te sporten.

## Cultuur
In 1977 werd in Bever de vereniging De Makrallen opgericht met als doel de plaatselijke heksenfolklore in eer te houden.

## Nabijgelegen kernen
Akrenbos, Viane, Herhout, Lessenbos, Bassilly

## Partnersteden
- Jardin (2022)